# Campeonato Amapaense 2023
El Campeonato Amapaense de Fútbol 2023 fue la 78.ª edición de la primera división de fútbol del estado de Amapá. El torneo fue organizado por la Federação Amapaense de Futebol (FAF). El torneo comenzó el 10 de mayo y finalizó el 3 de agosto.
Trem se consagró tricampeón consecutivo tras vencer en la final al Independente con un marcador global de 5-3.

## Sistema de juego

### Primera fase
Los 8 equipos se enfrentan en modalidad de todos contra todos a una sola rueda. Culminadas las siete fechas, los cuatro primeros puestos avanzan a la segunda fase. No hay descensos.

### Segunda fase
- Semifinales: Los enfrentamientos se emparejan con respecto al puntaje de la primera fase, de la siguiente forma:
  - 1.º vs. 4.º
  - 2.º vs. 3.º

- Nota: Se juegan a partidos de ida y vuelta. En caso de empate en el marcador global, clasificará a la final el equipo con mejor posición en la primera fase.

- Final: Los dos ganadores de las semifinales disputan la final.

- Nota: En caso de empate en puntos y diferencia de goles, el campeón se definirá en tanda de penales.

## Equipos participantes

### Información de los equipos
| Equipo       | Ciudad  | Estadio (Capacidad)    | Posición 2022 | Títulos (último) |
| ------------ | ------- | ---------------------- | ------------- | ---------------- |
| Independente | Santana | Estadio Zerão (13 680) | 2.º           | 5 (2001)         |
| Macapá       | Macapá  | Estadio Zerão (13 680) | 7.º           | 17 (1991)        |
| Oratório     | Macapá  | Estadio Zerão (13 680) | 5.º           | 1 (2012)         |
| Santana      | Santana | Estadio Zerão (13 680) | 4.º           | 7 (1985)         |
| Santos-AP    | Macapá  | Estadio Zerão (13 680) | 3.º           | 7 (2019)         |
| São Paulo-AP | Macapá  | Estadio Zerão (13 680) | 8.º           | 0                |
| Trem         | Macapá  | Estadio Zerão (13 680) | Campeón       | 7 (2022)         |
| Ypiranga-AP  | Macapá  | Estadio Zerão (13 680) | 6.º           | 10 (2020)        |

## Primera fase

### Tabla de posiciones
| Pos. | Equipo       | Pts. | PJ | G | E | P | GF | GC | Dif. | Clasificación |
| ---- | ------------ | ---- | -- | - | - | - | -- | -- | ---- | ------------- |
| 1    | Independente | 18   | 7  | 6 | 0 | 1 | 20 | 9  | +11  | Segunda fase. |
| 2    | Trem         | 15   | 7  | 5 | 0 | 2 | 18 | 7  | +11  | Segunda fase. |
| 3    | Ypiranga-AP  | 14   | 7  | 4 | 2 | 1 | 21 | 9  | +12  | Segunda fase. |
| 4    | Oratório     | 11   | 7  | 3 | 2 | 2 | 12 | 8  | +4   | Segunda fase. |
| 5    | Santos-AP    | 8    | 7  | 2 | 2 | 3 | 13 | 8  | +5   |               |
| 6    | Macapá       | 8    | 7  | 2 | 2 | 3 | 10 | 13 | −3   |               |
| 7    | São Paulo-AP | 4    | 7  | 1 | 1 | 5 | 11 | 27 | −16  |               |
| 8    | Santana      | 1    | 7  | 0 | 1 | 6 | 8  | 32 | −24  |               |

 Fuente: FAF
Criterios de clasificación: 1) Puntos; 2) Partidos ganados; 3) Diferencia de gol; 4) Goles anotados; 5) Enfrentamiento directo entre los equipos en cuestión; 6) Menor cantidad de tarjetas rojas; 7) Menor cantidad de tarjetas amarillas; 8) Partido extra.

### Resultados
Todos los partidos se jugaron en el Estadio Zerão.
| Local \ Visitante | IND | MAC | ORA | STN | STS | SAO | TRE | YPI |
| ----------------- | --- | --- | --- | --- | --- | --- | --- | --- |
| Independente      | —   | —   | 3–1 | —   | —   | 3–0 | 1–4 | 3–1 |
| Macapá            | 1–2 | —   | —   | —   | —   | —   | 0–1 | 2–2 |
| Oratório          | —   | 0–1 | —   | —   | —   | 3–0 | 2–0 | —   |
| Santana           | 1–6 | 3–4 | 1–3 | —   | —   | 2–8 | —   | —   |
| Santos-AP         | 1–2 | 4–1 | 2–2 | 0–0 | —   | —   | —   | 1–2 |
| São Paulo-AP      | —   | 1–1 | —   | —   | 0–5 | —   | —   | 0–8 |
| Trem              | —   | —   | —   | 6–0 | 1–0 | 5–2 | —   | 1–2 |
| Ypiranga-AP       | —   | —   | 1–1 | 5–1 | —   | —   | —   | —   |

## Segunda fase

#### Cuadro de desarrollo
|  | Semifinales       | Semifinales       | Semifinales       | Semifinales       | Semifinales       |   |   | Final                     | Final                     | Final                     | Final                     | Final                     |  |
|  | 10 al 19 de julio | 10 al 19 de julio | 10 al 19 de julio | 10 al 19 de julio | 10 al 19 de julio |   |   | 27 de julio y 3 de agosto | 27 de julio y 3 de agosto | 27 de julio y 3 de agosto | 27 de julio y 3 de agosto | 27 de julio y 3 de agosto |  |
|  |                   |                   |                   |                   |                   |   |   |                           |                           |                           |                           |                           |  |
|  |                   |                   |                   |                   |                   |   |   |                           |                           |                           |                           |                           |  |
|  | 1                 | Independente      | 0                 | 2                 | 2                 |   |   |                           |                           |                           |                           |                           |  |
|  | 1                 | Independente      | 0                 | 2                 | 2                 |   |   |                           |                           |                           |                           |                           |  |
|  | 4                 | Oratório          | 0                 | 2                 | 2                 |   |   |                           |                           |                           |                           |                           |  |
|  | 4                 | Oratório          | 0                 | 2                 | 2                 |   | 1 | Independente              | 0                         | 3                         | 3                         |                           |  |
|  |                   |                   |                   |                   |                   |   | 1 | Independente              | 0                         | 3                         | 3                         |                           |  |
|  |                   |                   | 2                 | Trem              | 2                 | 3 | 5 |                           |                           |                           |                           |                           |  |
|  | 2                 | Trem              | 2                 | Trem              | 2                 | 3 | 5 | 2                         | 3                         | 5                         |                           |                           |  |
|  | 2                 | Trem              |                   |                   |                   |   |   | 2                         | 3                         | 5                         |                           |                           |  |
|  | 3                 | Ypiranga-AP       | 0                 | 1                 | 1                 |   |   |                           |                           |                           |                           |                           |  |
|  | 3                 | Ypiranga-AP       | 0                 | 1                 | 1                 |   |   |                           |                           |                           |                           |                           |  |
|  |                   |                   |                   |                   |                   |   |   |                           |                           |                           |                           |                           |  |

Nota: Todos los partidos se jugaron en el Estadio Zerão.
| Bandera del estado de Amapá |
| Campeón                     |
| Trem 8.° título             |

## Clasificación final
| Pos. | Equipo       | Pts. | PJ | G | E | P | GF | GC | Dif. | Clasificación                                        |
| ---- | ------------ | ---- | -- | - | - | - | -- | -- | ---- | ---------------------------------------------------- |
| 1.°  | Trem (C)     | 25   | 11 | 8 | 1 | 2 | 28 | 11 | +17  | Copa de Brasil 2024, Copa Verde 2024 y Serie D 2024. |
| 2.°  | Independente | 21   | 11 | 6 | 3 | 2 | 25 | 16 | +9   | Copa de Brasil 2024                                  |
| 3.°  | Ypiranga-AP  | 14   | 9  | 4 | 2 | 3 | 22 | 14 | +8   |                                                      |
| 4.°  | Oratório     | 13   | 9  | 3 | 4 | 2 | 14 | 10 | +4   |                                                      |
| 5.°  | Santos-AP    | 8    | 7  | 2 | 2 | 3 | 13 | 8  | +5   |                                                      |
| 6.°  | Macapá       | 8    | 7  | 2 | 2 | 3 | 10 | 13 | −3   |                                                      |
| 7.°  | São Paulo-AP | 4    | 7  | 1 | 1 | 5 | 11 | 27 | −16  |                                                      |
| 8.°  | Santana      | 1    | 7  | 0 | 1 | 6 | 8  | 32 | −24  |                                                      |

Reglas de clasificación: 1) Puntos; 2) Partidos ganados; 3) Diferencia de gol; 4) Goles anotados; 5) Enfrentamiento directo entre los equipos en cuestión; 6) Menor cantidad de tarjetas rojas; 7) Menor cantidad de tarjetas amarillas; 8) Partido extra.